# 1981 SU2
1981 SU2 är en asteroid i huvudbältet som upptäcktes den 29 september 1981 av Haute-Provence-observatoriet.
Asteroiden har en diameter på ungefär 3 kilometer.